# Applied Spectroscopy
Applied Spectroscopy (abrégé en Appl. Spectrosc.) est une revue scientifique mensuelle à comité de lecture qui publie des articles de revue dans les domaines de la spectroscopie appliquée.
D'après le Journal Citation Reports, le facteur d'impact de ce journal était de 1,564 en 2009. Actuellement, le directeur de publication est Peter R. Griffiths.